# 高野巽
高野 巽（たかの たつみ、1907年7月29日 - 没年不明）は昭和期の日本の文学者。ヨハン・ヴォルフガング・フォン・ゲーテの研究で知られる。

## 経歴
熊本県に生まれる。熊本県立玉名中学校（1925年卒業）、第五高等学校を経て、東京帝国大学文学部を卒業した。
東大卒業後、熊本高等工業学校講師、教授、第五高等学校教授を経て熊本大学教授となる。1961年から熊本大学法文学部長に就任した。定年退官まで母校である第五高等学校の後身の熊本大学の教壇に立ち続けた。
また、学生運動が盛んな頃は学生部長も務めた。退官後は名誉教授となり、熊本工業大学の教授も務めた。